# Robert Friedrich Metzeler
Robert Friedrich Metzeler (* 10. Mai 1833 in Memmingen; † 16. Juli 1910 in München) war ein deutscher Unternehmer.

## Leben
Nach einer kaufmännischen Lehre arbeitete Metzeler unter anderem in einer chemischen Fabrik in Brüssel, seit 1857 als Buchhalter in einer Parfümeriewarenfabrik und -handlung in München und machte sich 1863 mit einer Gummiwarenhandlung selbständig. 1871 erhielt er die Genehmigung zur Errichtung einer Fabrik zur Erzeugung von Kautschukwaren und gründete die OHG Metzeler & Co. in München. Durch neue technische Verfahren konnten seit 1877 Luftkissen hergestellt werden. 
1883 errichtete Metzeler die erste Asbestspinnerei Deutschlands, baute 1887 das eigentliche Stammwerk, in dem Stoffe für den Ballon- und Luftschiffbau hergestellt wurden, und fertigte seit 1890 Fahrradreifen sowie seit 1907 Vollgummireifen für Lastwagen und Omnibusse. 1901 wandelte er das Unternehmen in eine Aktiengesellschaft um und trat in den Aufsichtsrat ein, während seine beiden Söhne den Vorstand bildeten.